# Nymphocixia caribbea
Nymphocixia caribbea är en insektsart som beskrevs av Ronald Gordon Fennah 1971. Nymphocixia caribbea ingår i släktet Nymphocixia och familjen kilstritar. Inga underarter finns listade i Catalogue of Life.